# Буйон, Анри-Осваль де Латур д’Овернь де
Анри-Осваль де Латур д’Овернь де Буйон (фр. Henri-Osvald de La Tour d’Auvergne de Bouillon; 5 ноября 1671, Барси, королевство Франция — 12 ноября 1744, Париж, королевство Франция) — французский кардинал. Племянник кардинала Эммануэля-Теодоза де ла Тур д’Овернь де Буйона. Архиепископ Вьенна с 23 марта 1722 по 3 июля 1745. Кардинал-священник с 20 декабря 1737, с титулом церкви Сан-Каллисто с 16 сентября 1740.